# Agona Swedru
Agona Swedru est une ville du Ghana située dans la Région du Centre.
Au 1er janvier 2013, Agona Swedru comptait une population de 68 216 personnes. Le peuple d'agona swedru célèbre au mois d'août de chaque année la fête Traditionnelle appelée Akwambo festival. Par cette célébration le peuple valorise sa culture et ses productions agricoles.  